# Yasser Ayyash
Yasser Ayyash (nombre completo Yasser Rasmi Hanna Al-Ayyash, Shatana, cerca de Irbid, Jordania, 4 de diciembre de 1955) es un religioso jordano, de la Iglesia greco-católica melquita y vicario patriarcal de Jerusalén de los melquitas a partir de 9 de febrero de 2018.

## Biografía
Nacido en 1955 cerca de Irbid, estudió teología y estudios bíblicos en el Líbano y luego estudió en Roma donde se graduó en filosofía y teología en la Universidad Pontificia de Santo Tomás de Aquino. Ordenado diácono en Roma en 1983 y sacerdote el 12 de julio de 1987 en Amán. Enseñó en escuelas en Amán y Jerash.
El 21 de junio de 2007, el Santo Sínodo melquita lo nombró archieparca de Petra y Filadelfia, convirtiéndose en el primer jordano en dirigir esta arquieparquía jordana. Fue consagrado el 13 de octubre siguiente de manos del patriarca Gregorio III, coconsagrante el arzobispo Georges El-Murr y el obispo Joseph Absi. En octubre de 2010 participó en la Asamblea Especial del Sínodo de los Obispos en Roma como obispo delegado de la Iglesia melquita de Jordania e hizo hincapié en el relativamente buen desempeño de las Iglesias orientales en Jordania.
El 14 de abril de 2015 renunció a su ministerio. El 9 de febrero de 2018 fue elegido vicario patriarcal de Jerusalén por el Santo Sínodo melquita, sucediendo al arzobispo Joseph Jules Zerey.